# Romeu Aldigueri
Romeu Aldigueri de Arruda Coelho (Fortaleza, 14 de setembro de 1970) é um advogado e político brasileiro. É o atual presidente da Assembleia Legislativa do Ceará.

## Biografia

### Carreira acadêmica
Romeu Aldigueri é graduado em Direito pela Universidade Federal do Ceará, com Especialização em Direito Ambiental e Mestrado em Planejamento Territorial e Desenvolvimento Regional, pela Universidade de Barcelona, na Espanha.

### Carreira política
Foi superintendente do IBAMA no Ceará, de 1999 a 2002, e Superintendente da SEMACE, de 2003 a 2006, no governo de Lúcio Alcântara.
Em 2012, foi eleito prefeito de Granja pelo antigo PR, hoje PL (Partido Liberal).
Em 2018, foi eleito deputado estadual.
Em 2025, filiou-se ao Partido Socialista Brasileiro.

### Controvérsias
Em 2008, filiado ao PPS e então candidato a prefeito de Granja, Romeu foi acusado de divulgar uma gravação falsa com uma imitação da voz do então presidente Lula. Romeu também foi acusado de explorar a imagem de Lula em material impresso, mesmo sendo adversário do PT. Na ocasião, o PPS nacional abriu processo disciplinar contra Aldigueri, culminando em sua expulsão do partido.
Quando de sua candidatura à ALECE, a imprensa repercutiu boletins de ocorrência, inquéritos e processos envolvendo Aldigueri. Romeu foi acusado de atropelamento, estelionato, violência contra a mulher e outros crimes.